# Левкой седой
Левко́й седо́й, или Левко́й си́зый, или Маттио́ла седа́я (лат. Matthióla incána ) — типовой вид травянистых растений рода Левкой (Matthiola) семейства Капустные, или Крестоцветные (Brassicaceae).

## Название
Родовое название растение получило по имени итальянского врача и ботаника Пьетро Маттиоли, видовое название от лат. incana — седой, по цвету опушения.

## Ботаническое описание

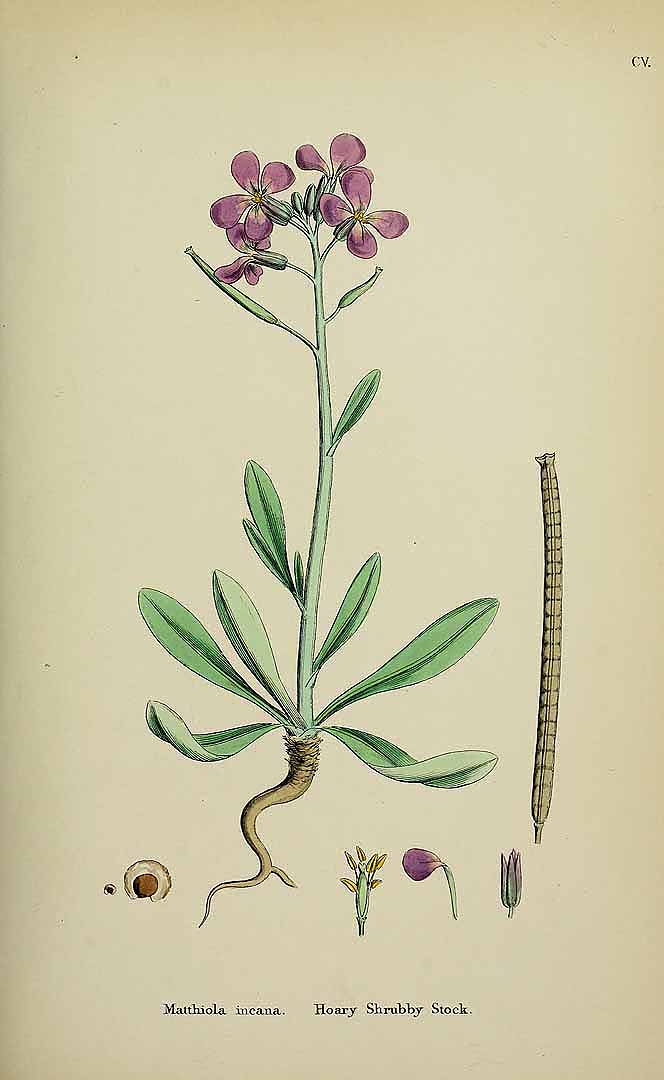

Однолетнее или многолетнее растение высотой 20—50(80) см с простым или ветвистым, часто одревесневающим стеблем. Корень неглубокий, стержневой, слабо ветвящийся.
Листья очередные, длиной от 5 до 18 см, шириной от 1 до 4,5 см, продолговатые, ланцетные, обратнояйцевидные, цельные и цельнокрайные, суживающиеся к черешку, тупые. Листья и стебель светло- или тёмно-зелёные, чаще с войлочным опушением звездчатыми или железистыми волосками, но иногда голые.
Цветки правильные, простые или махровые, душистые, собранные по 10—60 в густые или рыхлые кистевидные соцветия различной длины и формы. Чашелистики продолговато-линейные, густо опушённые, длиной 10—12 мм; лепестки длиной 20—30 мм, шириной 10—15 мм; книзу суженные; с широким почти округлым отгибом, душистые, нередко махровые. Окраска цветков разнообразная от чисто-белой, различных оттенков, розовой, сиреневой, красной до тёмно-фиолетовой. Простой цветок состоит из четырёх чашелистиков, четырёх лепестков, шести тычинок и пестика. Пестик имеет двухгнездную завязь, укороченный столбик и двухлопастное рыльце. Обе лопасти рыльца расположены вертикально, близко одна от другой. Формула цветка — {\displaystyle \ast K_{2+2}\;C_{4}\;A_{2+4}\;G_{(2)}}.
Цветёт в средней полосе России обильно с июня по ноябрь, а в южных областях и в более поздние сроки.
Плод — многосемянный линейный сплюснуто-цилиндрический стручок длиной 6—8 см, гладкий или слегка ребристый, с плотной перегородкой внутри.
Семена мелкие, длиной и шириной 2,5—3 мм. Форма их округлая или округло почковидная, сплюснутая, с белой плёнчатой каймой по краю. Поверхность семян мелко шероховатая, оболочка тонкая. Окраска — жёлтая, коричневатая или оливково-зеленоватая.
Диплоидное число хромосом 2n = 14.
|                                |  |
| Цветки и листья крупным планом |  |

## Распространение и экология
Родина — Южная Европа. Общее распространение: Атлантическая Европа, Средиземноморье, Малая Азия. Культивируется как декоративное растение, разводится в садах.
На территории России и сопредельных государств встречается в Восточной Европе и на Кавказе.. Во Флоре Маевского указывается, что на территории Московской области Matthiola incana (L.) Ait. встречается как заносное растение.
Растение распространено в степи и лесостепи, произрастает на степных склонах и по каменистым отслоениям.

## Онтогенез, сезонное развитие и способы размножение в условиях культуры
Левкой седой размножается семенами, которые образуются только на растениях с простыми цветками.
В 1 г содержится 650—700 семян. Всхожесть сохраняют 5—6 лет. Семена лучше высевать на второй год после сбора.
Всходы

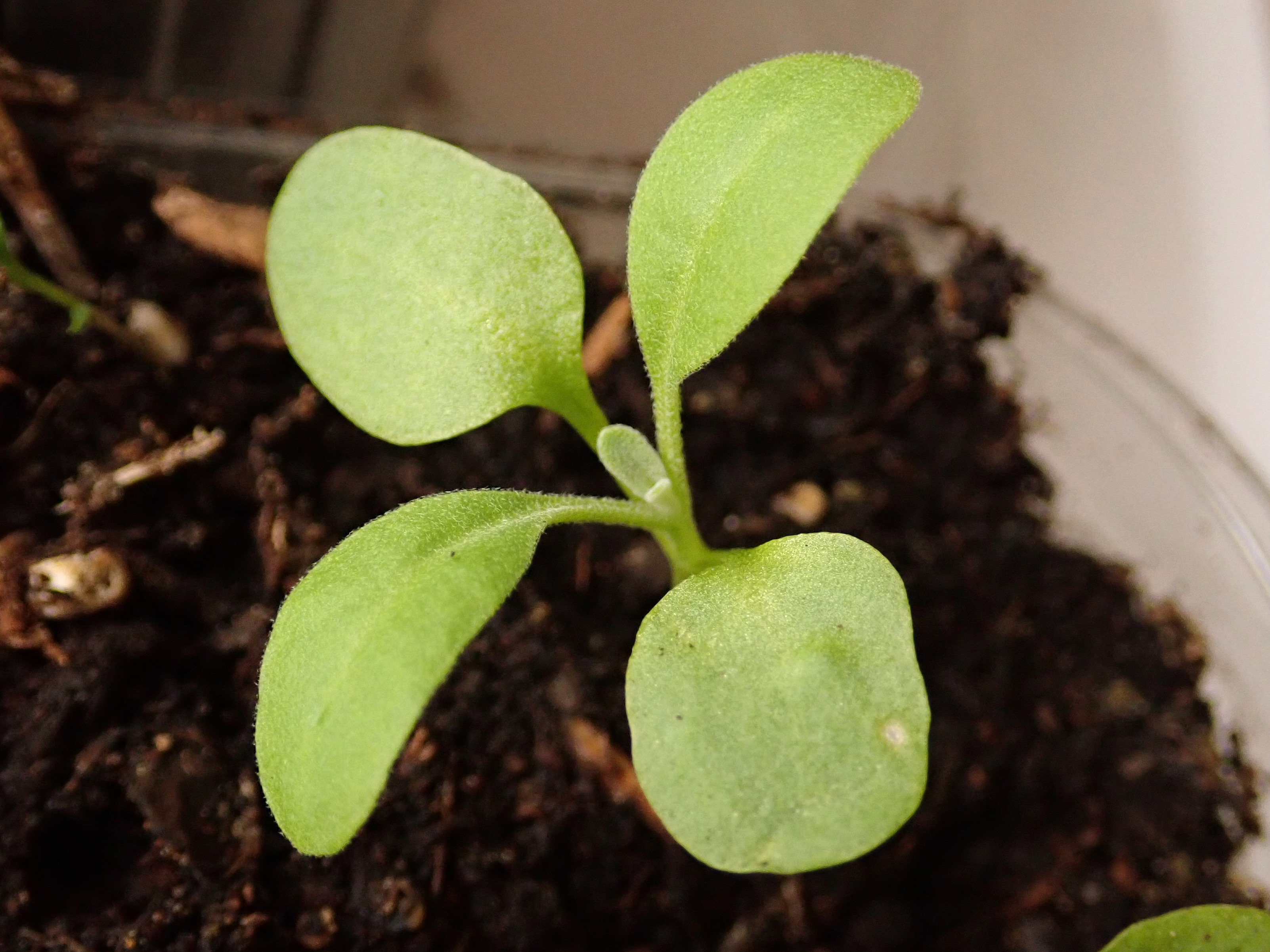
Сеянец Matthiola incana var. annua

Прорастание семян надземное. Проросток имеет типичное строение двудольного растения. Подсемядольная часть ярко выраженная 30-40 мм длиной, 1,0-1,2 мм толщиной. Семядоли 13-15 мм длиной, 8-9 мм шириной, обратнояйцевидные, кверху широко закругленные, книзу коротко клиновидно суженные, переходящие в черешки 6-8 мм длиной, голые, жилкование не выражено. Первое междоузлие 7-9 мм длиной, опушённое курчавыми волосками. Листорасположение супротивное (листья выходят парами). Листья первой пары 10-12 мм длиной, 4-5 мм шириной, узкоэллиптические, цельнокрайные, на верхушке закругленные, книзу клиновидно суженные, постепенно переходящие в черешки: пластинки и черешки листьев густо опушены курчавыми волосками.
Всходы появляются на 7—8 день после посева(по другим данным через 3-5 дней).
Биология цветения
Цветение начинается через 70—110 дней после появления всходов (в зависимости от сорта).
По характеру опыления левкой — типичный самоопылитель. Тычинки на цветках сидят выше пестика; оплодотворение происходит до раскрытия цветка, когда венчик выдвигается из чашечки на 4—5 мм, а лепестки его приобретают окраску, свойственную сорту.
Махровые цветки совершенно стерильны, не имеют тычинок и пестика и состоят только из нормально развитой чашечки и многолепестного венчика, содержащего от 30 до 100 окрашенных лепестков, прикреплённых к коническому цветоложу. Махровые цветки сохраняют декоративность в течение 15—20 дней, в то время как простые только 4—5 дней. Деятельность точки роста у махрового цветка продолжается в течение 5—7 месяцев и прекращается лишь с отмиранием надземной части и корневой системы растения.
Рост плода продолжается 14 дней, формирование и созревание семян в стручках у разных сортов — в течение 75—95 дней.

## Агротехника
Выращивание рассады
Семена высевают на рассаду для раннего цветения (в июне) в середине марта в ящики со смесью дерновой земли и песка в соотношении 3:1. Перегной применять нельзя, так как всходы заболевают чёрной ножкой, как все крестоцветные.
Чтобы обеспечить непрерывность цветения и срезки в течение всего лета, проводят повторные посевы через каждые 10—15 дней; с конца апреля семена можно высевать непосредственно в грунт.
Для формирования цветочных почек левкоям требуется температура не выше 15 °C. При более высоких температурах формирование почек и цветение наступают позже (при температуре 25 °C цветение наступает на 10—30 дней позже в зависимости от сорта), поэтому после появления всходов температуру снижают до 12—14 °C и часто проветривают помещение. В стадии семядольных листочков рассаду пикируют в горшочки, наполненную смесью из дерновой, листовой земли и песка, в соотношении 1:2:1.
Закалённая рассада переносит кратковременные заморозки до −5 °C, поэтому рассаду можно высаживать во второй декаде мая. В открытый грунт растения высаживают на расстоянии 15—20 см — одностебельные; 20—25 см — пирамидальные и букетные; 30 см — раскидистые.

## Хозяйственное значение и использование
В средние века левкой считали лучшим декоративным растением после розы и лилии, а также ценным
лекарственным растением и культивировали в лечебных целях.
Использование в декоративном цветоводстве

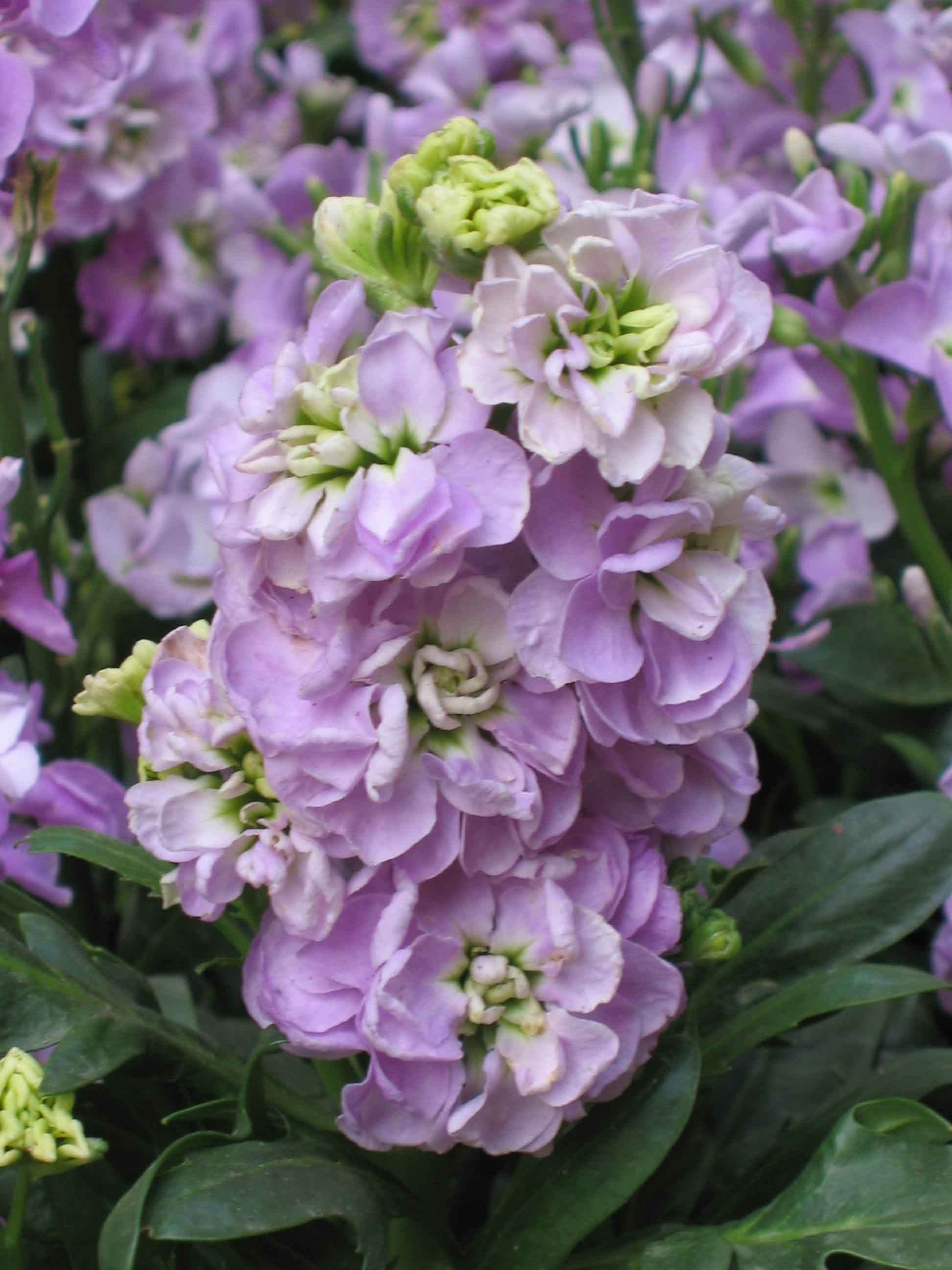
Махровая форма

Левкой очень давно введён в культуру и относится к группе декоративно-цветущих однолетников. Махровый левкой в диком виде не найден. Первое упоминание о существовании махровой формы левкоя относится к XVI веку. В 1568 году в голландских хозяйствах были обнаружены первые махровые левкои, а затем и однолетняя форма.
В Германии селекцию на махровость ведут с XVIII века в Эрфурте и Кведлинбурге, выращивая левкои при ограниченном поливе. Во Франции в начале XX века выведены Ниццкие левкои — переходная от зимней к летней форме, которые цветут круглый год, чем и популярны.
Разновидности левкоя — осенний и зимний в открытом грунте средней полосы России не зимуют, а используются главным образом для выгонки в условиях оранжерей. В открытом грунте выращивают лишь левкой летний Matthiola incana  var. annua Voss., который получил наибольшие распространение и значение в декоративном цветоводстве.
В цветоводстве левкой ценится за свои махровые цветки различных окрасок, прекрасный аромат и продолжительность цветения. Изумительно приятный аромат левкоя усиливается особенно вечером.
При варьировании сроков посева левкоя можно иметь цветущие растения в течение всего лета.
Левкой широко используют для цветочного оформления (бордюры, клумбы, рабатки, группы) и для срезки.
Низкорослые сорта хороши в горшках, садовых вазах и бордюрах.
Для обеспечения лучшей сохранности в срезке растения не срезают, а выдёргивают вместе с корнями. Корни отмывают от земли и ставят растения в вазу. В некоторых руководствах для продления жизни срезанных цветов левкоя рекомендуется срезать кисти, распустившиеся на одну треть и, опустив в горячую воду, обрезать нижние концы стеблей.
Неповторимый сильный аромат левкоя сделал его весьма популярным. Цветку посвящены стихи и романсы.
Садовые классификации левкоев
В настоящее время известно около 600 сортов левкоев. Всё сортовое разнообразие левкоя по типу ветвления куста объединяют в два класса: одностебельные (выгоночные) и ветвистые (для цветников и срезки), а по форме и размерам соцветия и цветков подразделяют на 8 групп:
- Букетные (Виктория)
- Исполинские бомбовидные
- Кведлинбургские (все махровые)
  - поздние высокие кустистые
  - ранние высокие кустистые
  - ранние низкие кустистые
  - шестовидные
- Коротковетвистые (Эрфуртские)
- Крупноцветные исполинские древовидные
- Одностебельные (Эксцельзиор)
- Пирамидальные
  - исполинские крупноцветковые
  - карликовые
  - полувысокие
- Раскидистые
  - ремонтатантные (Дрезденские)
  - крупноцветковые поздние (Бисмарк)

По высоте сорта левкоя делятся на три группы: низкие — высотой 15—30 см, средние — 30—50 см, высокие — 50—70 см или на четыре группы: высокие — свыше 50 см, полувысокие — 30—50 см, низкие — 25—35 см, карликовые — до 20 см.

## Таксономия и внутривидовая систематика
Matthiola incana (L.) Aiton 1812, Hort. Kew. ed 2, 4 : 119; Boiss. 1867, Fl. Or. I : 148; Черняк. 1939, Фл. СССР, 8 : 298, р. р.; Котов, 1953, Фл. УРСР, 5 : 321; P. W. Ball, 1964, Fl. Europ. 1 : 280, p. p.; Котов 1979, Фл. европ. части СССР, 4 : 122. — M. annua Sweet Hort., 1818, Saburb. Lond. 147; DC, 1824, Prodr. 1 : 133; Шмальг., 1895, Фл. Ср. и Южн. Рос. 1 : 59. — Cheiranthus incanus L. 1753, Sp. Pl. : 662. — Левкой седой.
Тип: Испания («in Hispaniae maritimis»).
|  |                                      |  |                                                             |                                                             |                     |  | ещё 14 семейств | ещё 14 семейств     |                        |  |  |  | ещё несколько видов, в том числе Левкой душистый |
|  |                                      |  |                                                             |                                                             |                     |  | ещё 14 семейств | ещё 14 семейств     |                        |  |  |  | ещё несколько видов, в том числе Левкой душистый |
|  |                                      |  |                                                             | порядок Капустоцветные                                      |                     |  |                 |                     | род Левкой (Matthiola) |  |  |  |                                                  |
|  |                                      |  |                                                             | порядок Капустоцветные                                      |                     |  |                 |                     | род Левкой (Matthiola) |  |  |  |                                                  |
|  | отдел Цветковые, или Покрытосеменные |  |                                                             |                                                             | семейство Капустные |  |                 |                     | вид Левкой седой       |  |  |  |                                                  |
|  | отдел Цветковые, или Покрытосеменные |  |                                                             |                                                             | семейство Капустные |  |                 |                     |                        |  |  |  |                                                  |
|  |                                      |  | ещё 44 порядка цветковых растений (согласно Системе APG II) | ещё 44 порядка цветковых растений (согласно Системе APG II) |                     |  |                 | ещё около 350 родов | ещё около 350 родов    |  |  |  |                                                  |
|  |                                      |  |                                                             | ещё 44 порядка цветковых растений (согласно Системе APG II) |                     |  |                 |                     | ещё около 350 родов    |  |  |  |                                                  |

По продолжительности цикла развития у левкоя седого в цветоводстве различают три разновидности — левкой осенний (var. autumnalis), который при посеве в марте—апреле зацветает в конце лета — начале осени; левкой зимний (var. hiberica), который при посеве в июне—июле, зацветает весной следующего года, и наиболее широко распространённый левкой летний (var. annua). Левкой летний происходит от исходного двулетнего немахрового вида с диплоидным набором хромосом (2n=14), родина которого Средиземноморье.
- Cheiranthus albus Mill.
- Cheiranthus annuus  L.
- Cheiranthus coccineus  Mill.
- Cheiranthus fenestralis  L.
- Cheiranthus graecus  Pers.
- Cheiranthus hortensis  Lam.
- Cheiranthus incanus  L.basionym
- Cheiranthus viridis  Ehrh.
- Hesperis aestiva  Lam.
- Hesperis fenestralis  (L.) Lam.
- Hesperis incana  (L.) Kuntze
- Hesperis violaria  Lam.
- Leucoium incanum  Moench
- Mathiolaria annua  (L.) Chevall.
- Matthiola annua  (L.) Sweet
- Matthiola fenestralis  (L.) R.Br.
- Microstigma incanum  Britton